# ملو (بازیکن فوتبال)
ملو (انگلیسی: Molo؛ زادهٔ ۱۴ ژوئن ۱۹۸۵) بازیکن فوتبال اهل اسپانیا است.
از باشگاه‌هایی که در آن بازی کرده‌است می‌توان به باشگاه فوتبال آلمریا اشاره کرد.